# Chiesa di Sant'Andrea (Villa d'Adda)
La chiesa di Sant'Andrea è la parrocchiale di Villa d'Adda in provincia e diocesi di Bergamo; fa parte del vicariato di Capriate-Chignolo-Terno.

## Storia
Il primo documento che indica la presenza sul territorio di Villa d'Adda di un luogo di culto dedicato a sant'Andrea apostolo risale al 1387, chiesa che prese il nome della località Castello dove era ubicata: chiesa di Sant'Andrea in Catello. Questa chiesa era però troppo dislocata dal centro urbano e richiedeva troppi lavori e costi per la sua ristrutturazione, per questo fu abbandonata nel 1755 dopo che ne era stata edificata una nuova nel 1736. L'antico edificio fu sconsacrato nel 1940, venendo poi acquistato da un privato nel 1998 che ha eseguito importanti lavori di manutenzione ridando all'antico edificio la forma architettonica originaria, e trasformandolo in luogo per visite guidate, conferenze e concerti. L'antica chiesa conservava il polittico di Sant'Andrea opera cinquecentesca lignea di Pietro Bussolo.
Il nuovo edificio fu edificato nella località detta Zucolo. I lavori iniziarono con la posa della prima pietra il 6 agosto 1736 benedetta dal padre Raina, e l'8 novembre 1738 fu permessa la celebrazione delle funzioni liturgiche. Per la sua ultimazione furono versati '“l'avanzi della chiesa che aveva giacenti”, e le spese furono tutte a carico dei vicini e delle famiglie più importanti del territorio. Fu nominato Giovanni Finardi, nobile della località, quale responsabile nonché maggior contributore. Fece costruire una fornace dove furono cotti i materiali atti alla costruzione del campanile e parti della chiesa. L'edificio fu benedetto ne 1755 e la torre campanaria elevata nel 1759. I locali sagrestia furono costruiti l'anno successivo.
La chiesa di Sant'Andrea apparteneva fino al 1787 all'arcidiocesi di Milano, fu infatti visitata dagli arcivescovi e dai loro delegati milanesi, e inserita nella pieve di Brivio. Il passaggio dall'arcidiocesi di Milano alla diocesi di Bergamo richiese un triennio. Nel 1784 furono le autorità civili ad autorizzare il passaggio e successivamente dalla Sacra Congregazione Concistoriale. La bolla pontificia di papa Pio VI del 13 novembre 1786 sigillò questo passaggio ufficializzato nel 1787 dal vescovo di Bergamo. Venne quindi inserita nella zona vicariale di Caprino Bergamasco come risulta dall'elenco degli stati del Clero del 1832. La chiesa era allora retta da un arciprete, otto sacerdoti e tre coadiutori.
Il vescovo di Bergamo Giovanni Paolo Dolfin consacrò la chiesa il 7 ottobre 1810 confermandone l'intitolazione a sant'Andrea. Il concerto di campane fuse dalla ditta Barigozzi di Milano, posto nel 1837, fu benedetto da Carlo Gritti Morlacchi. Il 26 giugno 1938 il vescovo Adriano Bernareggi consacrò la nuova mensa dell'altare maggiore, al cui interno pose le reliquie dei santi Andrea, Lorenzo e Alessandro di Bergamo. 
Con il decreto del 27 maggio 1979 del vescovo di Bergamo Giulio Oggioni fu inserita nel vicariato locale di Capriate-Chignolo-Terno.

## Descrizione

### Esterno
L'edificio è collocato in posizione elevata con il sagrato raggiungibile dalla gradinata a varie rampe in pietra. La facciata tripartita da lesene complete di zoccolatura e capitelli d'ordine corinzio si divide in due sezioni dalla cornice marcapiano, è completamente rivestita in pietra. 
Nell'ordine inferiore centrale il porticato con paraste in pietra e timpano curvo spezzato. Nelle due nicchie laterali vi sono le statue raffiguranti i santi Pietro e Paolo. La sezione superiore ha la tripartizione che riprende quella inferiore con le lesene terminanti con capitelli corinzi, e presenta una grande apertura rettangolare atta a illuminare l'aula interna, con contorno e timpano semicircolare, e due medaglioni laterali, che rappresentano Sansone che uccide il leone e Giaele che uccide con un chiodo nella tempia. Il fronte principale, termina con le grandi statue di sant'Alessandro di Bergamo e sant'Andrea apostolo.
Il campanile conserva sulla sommità la statua di Pompeo Marchesi del 1834 raffigurante la Madonna del Santissimo Rosario.

### Interno
L'interno a pianta ellittica e a navata unica e divisa in campate da lesene decorate con stucco lucido, complete di basamento in marmo e capitelli d'ordine corinzio che sorreggono la trabeazione e il cornicione. La prima cappella a sinistra ospita il fonte battesimale, vi sono le cappelle: quella dedicata a san Carlo Borromeo e alla Madonna del Santo Rosario. L'aula prosegue con il presbiterio e successivamente le cappelle intitolate al Sacro Cuore e a san Lorenzo. Nell'ultima cappella vi sono conservate le sante reliquie. Vi è inoltre la cappella del Suffragio.
La chiesa conserva opere d'importante interesse artistico. La cupola è stata affrescata da Federico Ferrario, mentre i misteri del Rosario e le Storie di San Domenico sono opere di Vincenzo Angelo Orelli. L'organo proveniente dall'antica chiesa poi distrutta.
La zona del presbiterio anticipata da sette gradini che la elevano, è a pianta rettangolare con cupola semiellittica poggiante su quattro arcate. Il coro absidato con copertura a catino è come tutta la chiesa, completamente decorato.